# William Parsons Alexander
William Parsons Alexander (Barcelona, 19 de gener de 1877 - ?) fou un futbolista anglo-català de la dècada de 1890.

## Trajectòria
Nascut a Barcelona, d'origen anglès, fou un dels pioners del futbol a Catalunya. Jugava d'extrem dret. Formà part de la Societat de Barcelona el 1895, i de la colònia anglesa de Barcelona (també coneguda com a Team Anglès) el 1899. L'any 1899 fou un dels dotze homes que signaren l'acta de fundació del FC Barcelona, juntament al seu germà John, malgrat en el primer partit del club jugà en el bàndol rival, l'equip de la colònia anglesa. Formà part de l'equip blaugrana la temporada 1899-1900, essent nomenat segon capità de l'equip en la reunió del dia 13 de desembre del 1899 en què es van fusionar el Team Anglès, però no arribà a jugar cap partit amb el club. També fou directiu del club el 1899, i un dels fundadors dels fundadors del Barcelona Lawn Tennis Club. El febrer de 1900 marxà a Manila per motius familiars deixant la segona capitania del Barcelona en mans d'Ernest Witty.